# Grzegorz Rosiński
Grzegorz Rosiński, né le 3 août 1941 à Stalowa Wola, en Pologne, anciennement surnommé Rosek, est un dessinateur de bande dessinée polonais. Il vit en Suisse dans le canton du Valais.
Il est surtout connu pour être le dessinateur historique de la bande dessinée Thorgal, entre 1977 et 2018.

## Biographie
Né en 1941, Grzegorz Rosiński étudie à l'Académie des beaux-arts de Varsovie.

Dessinateur, il devient aussi le directeur artistique de Relax, le premier magazine BD polonais. En 1977, il publie sa première planche de Thorgal dans Le Journal de Tintin, sur un scénario de Jean Van Hamme. La série connaît un franc succès, et fait l'objet d'une publication en albums chez Le Lombard. 

« Thorgal, c’est un mélange d’heroic fantasy, de science-fiction, de mythologie scandinave et de soap façon La Petite Maison dans la prairie. Aucun éditeur n’accepterait ça aujourd’hui »

… fait remarquer, amusé, un autre dessinateur, Robin Recht, qui a imaginé et publié presque un demi-siècle plus tard en 2023, chez le même éditeur, les aventures de ce héros, Thorgal, âgé de soixante-dix ans, dans une série intitulée Thorgal Saga.

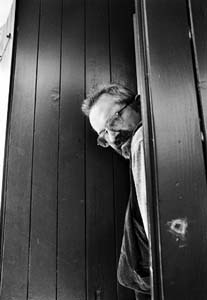
Le dessinateur en 1997.

En 1980, avec Duchâteau, Grzegorz Rosiński persiste dans la science-fiction avec Hans dont Kas reprend le dessin quelques années plus tard. En 1983, il participe à l’album Les Amis de Buddy Longway, aux éditions du Lombard, avec Derib, Gir, René Hausman, René Follet, etc. En 1988, avec Jean Van Hamme, il publie Le Grand Pouvoir du Chninkel aux éditions Casterman,. Cette histoire, prépubliée dans la revue (À suivre), est publiée en noir et blanc, fait l'objet d'une version couleur quelques années plus tard. En 1992, il s'associe avec Jean Dufaux, pour la série Complainte des landes perdues aux éditions Dargaud.
Il dessine en Pologne jusqu'en 1982, année au cours de laquelle il s'installe en Belgique (puis ultérieurement en Suisse en 1989). Il y travaille pour Le Journal de Spirou et son supplément Le Trombone illustré où il publie, sous le pseudonyme de Rosek, plusieurs histoires courtes. Toujours pour Le Journal de Spirou, il dessine les deux albums de La Croisière fantastique sur un scénario de Mythic (1987 et 1988). En 2001, une nouvelle collaboration avec Jean Van Hamme fait naître un one shot, Western, dans la collection « Signé » du Lombard. Cet album présente la particularité de présenter cinq illustrations en double page construites comme de véritables tableaux.
En janvier 2003, le festival d'Angoulême lui consacre une grande exposition rétrospective, ensuite montrée à Sierre en Suisse puis en Pologne.
En 2004 et 2005, Dargaud publie les deux tomes de la série La Vengeance du comte Skarbek écrite par Yves Sente. À cette occasion, Rosiński travaille en couleurs directes, méthode qu'il reprend ensuite dans Thorgal.
En 2011, une grande exposition revient sur sa carrière dans le cadre de la cité médiévale de Saint-Ursanne, en Suisse. Le 16 septembre 2012, Rosiński signe avec le maire de Delémont, une convention en vue de la création d'un musée Rosiński dans la capitale de la République et Canton du Jura. Du 12 décembre 2015 au 16 janvier 2016 s'y déroule une exposition gratuite qui lui est consacrée.
Son fils Piotr Rosiński, graphiste et maquettiste, s'occupe notamment de publications spéciales autour de Thorgal, notamment des expositions et des éditions de luxe comme l'intégrale Libertago,.
Grzegorz Rosiński cesse de dessiner Thorgal en 2018, après le trente-huitième album, Aniel. Il est remplacé par Fred Vignaux, déjà auteur de deux albums de la série dérivée Les Mondes de Thorgal.

## Style

### Unmonstredu noir et blanc
Il est considéré par ses homologues comme un monstre du noir et blanc, avec une mise en case très inspirée de la BD franco-belge classique. C'est un perfectionniste, qui fait lui-même l’encrage et le lettrage de ses albums.
Une partie de sa vocation serait née de la bande dessinée occidentale, découverte en lisant le journal Vaillant, diffusé dans les pays de l’ex-bloc soviétique par le Parti communiste français, lorsqu'il était jeune.

### Passage à la couleur directe

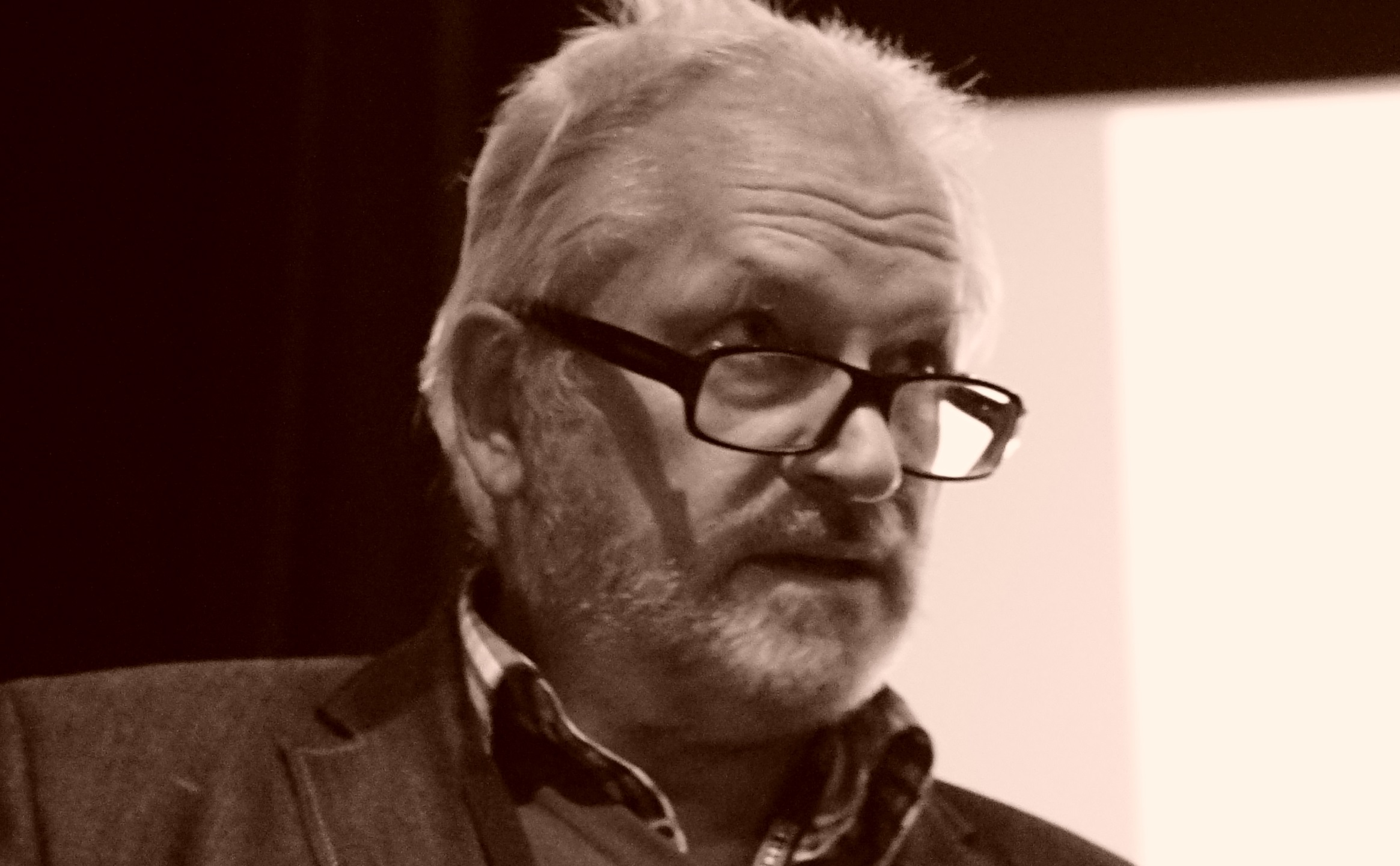
Le dessinateur au 44^{e} festival international de la Bande Dessinée, en janvier 2017.

À partir des années 2000, le style de Rosiński connaît une évolution importante, passant à ce que l'on appelle la « couleur directe ». En effet, à l'occasion de la conception des deux tomes de La Vengeance du comte Skarbek, il délaisse le dessin traditionnel (crayonnés, puis encrage et tracé des contours au noir) pour travailler comme un peintre ou un illustrateur et étendre à la totalité des albums le traitement qu'il réservait jusqu'ici à certains travaux d'illustration ou aux couvertures de ses livres, prenant le risque de braquer certains des admirateurs de ses albums.
Rosiński mélange les techniques (gouache, pastel, crayon etc.) pour créer un univers graphique très coloré et très enlevé, et plus libéré de la forme qu'auparavant. Il travaille sur des grandes planches pour libérer sa gestuelle, et celles-ci sont ensuite rétrécies pour l'impression.
Il a ensuite appliqué ce nouveau traitement aux derniers albums de Thorgal. Le plaisir qu'il éprouve de nouveau dans son travail, grâce à cette évolution, l'amène à poursuivre cette série jusqu'en 2018, qu'il devait initialement interrompre plus tôt,.

## Récompenses
- 1979 :  Prix Saint-Michel du meilleur dessin réaliste pour L'Île des mers gelées (2e tome de Thorgal)
- 1983 :  Grand Prix Saint-Michel pour Au-delà des ombres (5e tome de Thorgal, avec Jean Van Hamme)
- 1985 :  Prix Grand Public de la XVIIe Convention de Paris pour Les Archers (9e tome de Thorgal)
- 1985 :  Prix de la presse du festival BD Durbuy pour Les Archers (9e tome de Thorgal)
- 1989 :  Alph'Art du public au festival d'Angoulême pour Le Grand Pouvoir du Chninkel (avec Jean Van Hamme)[12]
- 1987 :  Athis d'Or du meilleur dessin pour Le Pays Qâ (10e tome de Thorgal)
- 1991 :  Prix Haxtur du meilleur dessin et du finaliste ayant reçu le plus de votes pour Louve (Thorgal)
- 1996 :  Alph'Art du public au festival d'Angoulême pour Thorgal t. 21 : La Couronne d'Ogotaï (avec Jean Van Hamme)
- 2004 :  Grand Prix Saint-Michel, pour l'ensemble de son œuvre[13]
- 2005 :  Prix Albert-Uderzo - Sanglier d'Or[14]
- 2012 :  Prix des Lecteurs Spécial BD du Parisien et Aujourd’hui en France pour l'album Le Bateau-Sabre (33e tome de Thorgal)[15]
- 2024 : Méga Bulot D'Or pour l'ensemble de sa carrière au 22ème festival BD de Dieppe[16].

## Distinction
- Officier des Arts et des Lettres (2013)[17].